# Добруджанска чета „Велико Маринов“
Добруджанска чета „Велико Маринов“ е подразделение на Десета Варненска въстаническа оперативна зона на НОВА по време на партизанското движение в България (1941-1944). Действащо в Добруджа.
Добруджанската чета „Велико Маринов“ е създадена през април 1944 г. Действа в района северозападно от гр. Балчик и гр. Каварна. Командир на четата е Димитър Стойчев, който участва в общото ръководство на бойните сили в Добруджа.  През май е наименувана „Велико Маринов“. Тогава командир е Кольо Кънев.
Взаимодейства с Партизански отряд „Васил Левски“ (Варна) и участва в неговите акции.
На 8 септември 1944 г. установява властта на ОФ в с. Сенокос, с. Вранино, гр. Балчик и гр. Каварна..